# ムツァムドゥ県
ムツァムドゥ県（ムツァムドゥけん、フランス語: Préfecture de Mutsamudu）はコモロ・アンジュアン島の県。島の北西部に位置する。県庁所在地は島の中心地でもあるムツァムドゥ。
面積は約61平方キロメートル、人口は約6万人（2017年国勢調査）。

## コミューン
4コミューンから成り立つ。さらにコミューンは16の都市・集落に区分される。
- バンドラニ・ヤ・シロンカンバ（フランス語版）
  - M'jimandra
  - Akibani
  - シロンカンバ
  - マウェニ（Maweni）
  - Chiconi II
  - Mpouzini
  - Bandra Oupepo

- バンドラニ・ヤ・ムツァンガニ（フランス語版）
  - バンドラニ・ヤ・ムツァンガニ
  - Chitrouni
  - Saandani
  - Mjamaoué

- ミロンツィ（フランス語版）
  - ミロンツィ

- ムツァムドゥ
  - ムツァムドゥ
  - Pagé
  - Mwamwa
  - Chiconi I